# 约翰内斯·劳里斯京
约翰内斯·汉索维奇·劳里斯京（俄语：Йоханнес Хансович Лауристин；1899年11月10日—1941年8月28日），爱沙尼亚人，苏联革命家、作家。曾任爱沙尼亚苏维埃社会主义共和国人民委员会主席。

## 生平
- 1899年11月20日出生于列韦利的一个工人家庭。早年在爱沙尼亚省哈尔朱县库瓦约教区的祖父家中度过。7岁起开始做牧羊人。1914年毕业于库瓦约教区神学校。
- 1915年前往列韦利，在沃尔特工厂车床车间做学徒。
- 1916年-1918年，机床厂车工。1917年5月加入俄国社会民主工党（布）。
- 1919年-1921年6月，爱沙尼亚军队服役。
- 1921年6月-1922年8月，塔林港工人；爱沙尼亚青年联盟组织委员。
- 1922年8月-1923年2月，爱沙尼亚工会中央委员，书记处书记兼工会机关报《塔林工人报》编辑，爱沙尼亚共产主义者同盟中央委员会委员。在1922年11月召开的爱沙尼亚工会第二次代表大会上当选工会中央委员会副主席。工会的法定总部是“工人地下室”（塔林图书馆的一个房间）。在那里，劳里斯汀参加了工会组织和劳动青年的会议，举行了共产党的组织会议和代表大会。1923年当选爱沙尼亚国会议员。
- 1923年2月21日卷入“12名工运分子案”，检方并未发现他与共产党组织的关系，但还是被判处有期徒刑8年。劳里斯汀在狱中建立了共产党组织，并出版了报刊《狱中光芒报》。1931年2月23日获释。
- 1931年3月14日再次被捕，判处有期徒刑6年。1938年5月特赦出狱。
- 1938年5月-1940年7月，爱共中央非法局成员。期间，1939年秋任爱共中央联络委员会主席，负责协调工会工作。1940年4月1日晚，劳里斯汀参加了在非法局一名成员的公寓举行的会议，即后来的爱共“四月会议”。他作了关于组织工作的报告，仔细强调了共产党员在法律组织特别是工会中的工作。劳里斯汀强调了未来的主要任务：将所有工会转变为劳动人民的群众性战斗组织。
- 1940年6月-8月，爱共中央委员会政治书记。劳里斯汀坚决支持爱沙尼亚加入苏联和土地国有化政策。
- 1940年8月24日，在爱沙尼亚并入苏联后召开的国家杜马会议上，国家宪法委员会主席劳里斯汀向代表们提交了爱沙尼亚苏维埃社会主义共和国宪法草案，最终成为了爱沙尼亚苏维埃社会主义共和国的第一部宪法。会议宣布国家杜马更名为爱沙尼亚苏维埃社会主义共和国最高苏维埃。
- 1940年8月-1941年8月，爱沙尼亚苏维埃社会主义共和国人民委员会主席。
- 1941年7月，爱沙尼亚苏维埃社会主义共和国国防委员会副主席。
- 1941年8月28日，劳里斯汀在乘坐沃洛达尔斯基号驱逐舰从塔林撤退，途径芬兰湾莫奇尼岛附近海域时触雷沉没，时年41岁。但据其妻子奥尔加所述，劳里斯汀拒绝执行斯大林摧毁塔林工业设施的命令被内务部特工枪杀。

劳里斯京是第1届苏联最高苏维埃联盟院代表，第1届爱沙尼亚苏维埃社会主义共和国最高苏维埃代表。

## 文学创作
1922年，劳里斯京以约翰·马达里克的笔名开始文学创作。在狱中，他于1925年至1927年写了小说《颠覆者》。在小说中，作家以主角之一亚历山大·姆拉莫尔的身份塑造了革命者的形象。这本书被秘密带到苏联，并于1929年在列宁格勒出版，并由革命家扬·安维尔特撰写前言。这部小说取得了巨大的成功。
1936年，劳里斯京开始在监狱中创作一部更重要的作品，即小说《共和国》，该小说致力于描绘自19世纪末以来爱沙尼亚发生的历史事件，其中他以蚂蚁瓦萨克的形象描绘了爱沙尼亚人革命意识的觉醒。但他只完成了本书的第一部分。1957年，小说被翻译成俄文在莫斯科出版。

## 家庭
1939年，劳里斯京与革命者奥尔加·昆纳普（1903—2005）结婚。二人育有一女玛朱·劳里斯汀，她曾在1992年至1994年任爱沙尼亚社会事务部长。

## 荣誉
- 列宁勋章（1946年追授）

## 纪念
- 1950年到1991年，劳里斯京的纪念碑树立在塔林的座堂山城堡旁。
- 苏联时期，塔林、塔尔图和拉克韦雷都有以劳里斯京命名的街道。
- 1968年至1990年，塔林第16中学以劳里斯京命名。
- 1971年至1990年，塔林机械厂以劳里斯京命名。
- 劳里斯京的出生地位于现科塞西北部。苏联时期，当地一个集体农场以劳里斯京命名。